# La Part de l'aube
 (octobre 2019).
Si vous disposez d'ouvrages ou d'articles de référence ou si vous connaissez des sites web de qualité traitant du thème abordé ici, merci de compléter l'article en donnant les références utiles à sa vérifiabilité et en les liant à la section « Notes et références ».
La Part de l'aube est un roman d'Éric Marchal publié en 2013 chez l'éditeur Anne Carrière.

## Résumé

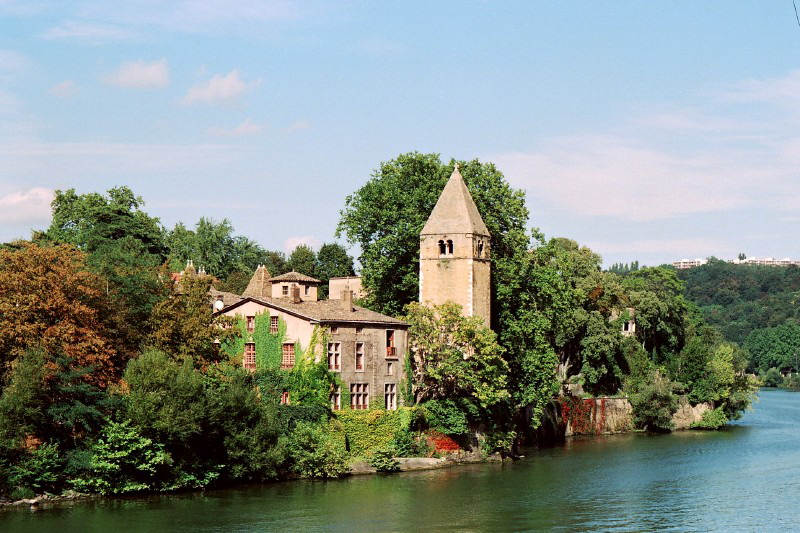
L'île Barbe.

En 1777, sous le règne de Louis XVI, de mystérieux écrits gaulois sont découverts près de Lyon...